# Robert Troup
Pour les articles homonymes, voir Troup.
Robert Troup, né en 1757 à Elizabeth Township (New Jersey) et mort le 14 janvier 1832 à New York, est un officier et juge américain.
Membre de la Continental Army pendant la guerre d'indépendance des États-Unis, il devient Juge fédéral des États-Unis au tribunal de district de New York. Il a participé aux batailles de Saratoga et a assisté à la reddition du général britannique John Burgoyne.

## Biographie
Né dans le New Jersey, il étudie au King's College dont il est diplômé en 1774 et fait son droit avec John Jay. Au collège, il partage la même chambre qu'Alexander Hamilton ,.
Au début de la guerre d'indépendance américaine, il rejoint les Hearts of Oak, une unité d'infanterie volontaire de la milice new-yorkaise. Il y entre comme sous-lieutenant en 1775, servant aux côtés d'autres étudiants du King's College, dont Hamilton et Nicholas Fish. En mai 1776, il est nommé premier lieutenant dans le régiment du colonel John Lasher. Les Hearts of Oak sont devenus une partie de l' armée continentale cette année-là, formant le noyau de la New York Provincial Company of Artillery (en).

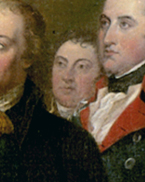
Lieutenant-colonel Robert Troup (au centre), détail de la toile de John Trumbull Surrender of General Burgoyne

Le 27 août 1776, alors qu'il sert sous les ordres du général Nathaniel Woodhull (en) lors de la bataille de Long Island, Troup est capturé par les Britanniques près de Brooklyn. Il est confiné sur le navire-prison HMS Jersey, puis transféré à la prison Provost de New York jusqu'à son échange le 9 décembre 1776.
Il rejoint l'armée continentale dans le New Jersey, devient capitaine du 2e régiment d'artillerie de New York et est promu major en février 1777.
En août 1777, il devient aide de camp du général Horatio Gates et reçoit une commission de lieutenant-colonel le 4 octobre 1777. En tant qu'aide de Gates, il sert dans les batailles de Saratoga et la reddition finale du général John Burgoyne à Schuylerville le 17 octobre,. Il est alors représenté dans une peinture de 1821 de John Trumbull intitulée Surrender of General Burgoyne.
Troup devient secrétaire du Board of War (en) à partir de février 1778 et secrétaire du Board of Treasury, ancêtre du secrétaire au Trésor des États-Unis du 29 mai 1779 au 8 février 1780,,.

### Après la guerre
Troup termine ses études de droit sous la direction du juge William Paterson. Il est en pratique privée à Albany de 1782 à 1783 puis à New York de 1784 à 1796. Membre de l'assemblée de l'État de New York (1786), il est greffier du tribunal de district des États-Unis pour le district de New York de 1789 à 1796.
En 1785, il cofonde la New York Manumission Society, qui promeut l'abolition progressive de l'esclavage à New York et la protection des droits des Noirs libres. En dépit d'être un esclavagiste lui-même, Troup préside la première réunion de la Société. Avec Hamilton, qui a rejoint la Société lors de sa deuxième réunion, Troup mène un effort infructueux pour adopter une règle exigeant que les membres de la Société libèrent tous les esclaves qu'ils possèdent eux-mêmes. En l'absence d'une telle résolution, Troup lui-même libère quatre de ses esclaves entre 1802 et 1814.
Il est nommé par le président George Washington le 9 décembre 1796 à un siège au tribunal de district des États-Unis pour le district de New York laissé vacant par le juge John Laurance (en). Il est confirmé par le Sénat américain le 10 décembre 1796 et reçoit sa commission le même jour. Son service prend fin le 4 avril 1798 lorsqu'il démissionne.
Il reprend ensuite la pratique privée à New York de 1798 à 1804. Il est agent pour les successions de William Pulteney dans l'ouest de New York de 1801 à 1832,.
Troup a été administrateur du Columbia College de 1811 à 1817 et membre de la Société des Cincinnati.
Il est décédé le 14 janvier 1832 à New York. A l'origine enterré dans l'église épiscopale Saint-Andrew à Manhattan:322,, après la mort de sa fille Charlotte en 1872, son corps est déplacé au cimetière de Green-Wood à Brooklyn:322.

## Hommages
La ville de Troupsburg a été nommé en son honneur et la ville de Charlotte, au nord de Rochester a été nommée par Troup en l'honneur de sa fille.
Une espèce de scorpion, la Vaejovis troupi a été nommée en son honneur.